# 県展
県展（けんてん）は、各都道府県で開催され、自治体や教育委員会、美術館、地域新聞社など非美術団体が主催する美術公募展である。該当の地域在住者、出身者のみに出品資格がある場合が多いが、山形県・神奈川県・岐阜県・奈良県では地域的制約を設けていない。年一回開催されるのが一般的だが２回開催される県もある「県展」が正式名称であるのは4県のみで、多くは愛称として使われるか「○○県美術展（県展）」のように副題として使用される場合が多い。また、都道府県を対象にした美術展でも公的な支援なく美術団体が主催するものは「県美展」と呼ばれる傾向がある（山形県、鹿児島県が例外的。県主催で名称が県美展）

## 各展覧会の特徴
自治体主催の芸術祭の一部門としての美術展も以下の表に加えた。
- 北海道は道展[1]、全道展[2]等の地域に根ざした公募展があるが自治体などの非美術団体が主催する全道公募展は存在しない。
- 岩手芸術祭美術展は岩手芸術祭の一部門で、岩手芸術祭は美術展のほか文芸部門、音楽コンクール、舞踊公演、演芸も含まれる。[3]
- 宮城県芸術祭は絵画、彫刻、工芸等美術展のほか文芸部門、音楽コンクール、舞踊公演も含まれる。[4]
- 山形県総合美術展は「県美展」と呼ばれている。[5]
- 茨城県芸術祭は美術展のほか音楽、文芸部門がある。[6]
- 栃木県芸術祭は美術展のほか文芸部門、音楽・演劇等のホール部門、茶華道部門がある。[7]
- 東京都は都展[8]、美術の祭典・東京展[9]等の都の名称を冠する公募展はあるが、自治体が支援する公募展は存在しない。
- 石川県では現在県展に相当する展覧会は行われていない。
- 福井県は「県美展」と呼ばれる福井県総合美術展[10]があるが、県などは主催していない。
- 長野県は、1945年の秋、全信州美術展として誕生。1946年、美術団体「信州美術会」発足となった。1948年からは第一回長野県美術展覧会（県展）と展覧会の名称が変わった[11]。
- 山梨県はやまなし県民文化祭の一部門。
- 静岡県(ふじのくに芸術祭)は美術部門のほか文学部門、音楽・舞台芸術部門、生活文化部門がある。[12]
- 愛知県では現在県展に相当する展覧会は行われていない。
- 京都府では現在県展に相当する展覧会は行われていない。
- 大阪府では現在県展に相当する展覧会は行われていないが美術展を主催する市や市立美術館がある。(全関西美術展[13]、吹田市展[14])
- 鳥取県では４会場を巡回するが日南会場（日南町美術館）では選抜展となる。
- 愛媛県では年２回（春季、秋季）行われる。[15]
- 熊本県では熊本県美術協会展(県美展)[16]が地域に根ざした公募展であるが自治体が支援する公募展は存在しない。
- 鹿児島県では県美展と呼ばれている。

| 都道府県名 | 名称                             | 主催団体 | 開催会場                                                                | 開始年 | 参加資格 |
| ---------- | -------------------------------- | --- | ----------------------------------------------------------------------- | ------ | --- |
| 北海道     | －                               | － | －                                                                      | －     | － |
| 青森県     | 青森県美術展覧会（県展）         | 一般社団法人青森県文化振興会議 | 青森県立美術館                                                          | -      | 県内在住者及び県外在住の本県出身者 |
| 岩手県     | 岩手芸術祭美術展                 | 岩手県教育委員会・岩手県文化振興事業団・岩手県芸術文化協会・ 岩手日報社・ＩＢＣ岩手放送・テレビ岩手・めんこいテレビ・ 岩手朝日テレビ・エフエム岩手                                                  | 岩手県民会館                                                            | -      | 岩手県内在住者、本籍が岩手県にある者、 岩手県出身者または岩手県内学校の卒業生及び在学生 |
| 宮城県     | 宮城県芸術祭                     | 宮城県芸術協会、宮城県、仙台市、河北新報社、宮城県教育委員会、 仙台市教育委員会、宮城県文化振興財団、仙台市市民文化事業団                                                                           | せんだいメディアテーク                                                  | 1964年 | 年齢18歳以上で県内在住者、県出身者、本籍が宮城県 現宮城県芸術協会絵画部会員は除く |
| 秋田県     | 秋田県美術展覧会（県展）         | 県展委員会 | 秋田総合生活文化会館・美術館 秋田県立美術館                             | -      | - |
| 山形県     | 山形県総合美術展                 | 山形新聞・山形放送、山形県美術連盟、 山形美術館、巡回展開催地教育委員会 | 山形美術館                                                              | -      | 高校生以上のどなたでも |
| 福島県     | 福島県総合美術展覧会（県展）     | 福島県、福島県教育委員会、福島県総合美術展覧会運営委員会、 福島県美術家連盟、福島県在京美術家協会、福島市教育委員会、 福島市、公益財団法人福島県文化振興財団、福島県立美術館                        | 福島県文化センター                                                      | -      | 県内在住者および県出身者／中学生以下不可 |
| 茨城県     | 茨城県芸術祭                     | 茨城県、茨城県教育委員会、茨城文化団体連合、 いばらき文化振興財団、茨城県教育財団、茨城新聞社 | 茨城県立県民文化センター 茨城県近代美術館                               | -      | 県出身者、関係者、在住者で高校生以上 |
| 栃木県     | 栃木県芸術祭                     | 栃木県文化協会、栃木県 | 栃木県立美術館                                                          | -      | 高校生以上の県内在住者･勤務(通学)者及び本県出身者 |
| 群馬県     | 群馬県美術展                     | 群馬県美術会、県民芸術祭運営委員会、群馬県、 群馬県立近代美術館、公益財団法人群馬県教育文化事業団                                                                                                   | 群馬県立近代美術館                                                      | -      | - 群馬県内在住、在職者、在学者、かつて在住または在職、 在学したもの、開催の翌年4月1日時に16歳以上の者 - 群馬県美術会の顧問・参与・特別顧問・会員・準会員 |
| 埼玉県     | 埼玉県美術展覧会（県展）         | 埼玉県、埼玉県教育委員会、埼玉県美術家協会、 埼玉県芸術文化祭実行委員会 | 埼玉県立近代美術館                                                      | 1951年 | 15歳以上の県内在住、在勤、在学者（中学生を除く） |
| 千葉県     | 千葉県美術展覧会（県展）         | 千葉県美術会・千葉県 | 千葉県立美術館                                                          | -      | - 無審査(千葉県美術会 顧問・名誉会員・会員) - 公募(本県在住者及び本県出身者・本県在勤者・本県在学 者にて、本年4月1日現在満18歳以上、原則として高校生 不可) |
| 東京都     | －                               | － | －                                                                      | －     | － |
| 神奈川県   | 神奈川県美術展                   | 神奈川県美術展委員会・神奈川県民ホール・神奈川県 | 神奈川県民ホール                                                        | 1966年 | 全国どなたでも、年齢・所属・国籍不問 |
| 新潟県     | 新潟県美術展覧会（県展）         | 新潟日報社、新潟日報美術振興財団、新潟県、新潟県教育委員会、 新潟市、長岡市、上越市教育委員会、十日町市教育委員会、 佐渡市教育委員会                                                                | 朱鷺メッセ                                                              | 1945年 | － |
| 富山県     | 県展（富山県美術展）             | 富山県美術展実行委員会 | 富山県民会館                                                            | 1946年 | 県内在住者及び本県に居住したことのある者 (中学生以下は除く) |
| 石川県     | －                               | － | －                                                                      | －     | － |
| 福井県     | －                               | － | －                                                                      | －     | － |
| 山梨県     | やまなし県民文化祭 美術展        | 山梨県、やまなし県民文化祭実行委員会 | 山梨県立美術館                                                          | －     | 県内在住者（在勤、在学を含む）、および県出身者で、 開催年度中に 16 歳以上となる者 |
| 長野県     | 長野県美術展                     | 長野県美術展運営委員会 | 松本市美術館                                                            | 1945年 | 県内に住居を有する者および出身者で、16 歳以上の者 |
| 岐阜県     | ぎふ美術展                       | 岐阜県・岐阜県美術館・岐阜県現代陶芸美術館、 （公財）岐阜県教育文化財団 | セラミックパークMINO                                                    | -      | 制限ありません |
| 静岡県     | ふじのくに芸術祭（静岡県芸術祭） | 静岡県、静岡県教育委員会、静岡県文化協会、静岡県立美術館 | 静岡県立美術館                                                          | -      | 県内在住者、在勤者、出身者で 開催年度初めに１５歳以上（中学生は含まない） |
| 愛知県     | －                               | － | －                                                                      | －     | － |
| 三重県     | みえ県展                         | みえ県展運営委員会・三重県・三重県文化会館 【指定管理者：公益財団法人三重県文化振興事業団】 | 三重県総合文化センター                                                  | -      | 県在住者、在勤者、在学者、出身者 |
| 滋賀県     | 滋賀県美術展覧会                 | 滋賀県／滋賀県教育委員会／滋賀県芸術文化祭実行委員会／ （公財）びわ湖芸術文化財団 | 滋賀県立文化産業交流会館                                                | -      | 県内に在住または通勤・通学する方（中学生以下は除く） |
| 京都府     | －                               | － | －                                                                      | －     | － |
| 大阪府     | －                               | － | －                                                                      | －     | － |
| 兵庫県     | 県展                             | 兵庫県/兵庫県立美術館/神戸新聞社/公益財団法人兵庫県芸術文化協会 | 兵庫県立美術館 原田の森ギャラリー                                       | -      | 満15歳以上（中学生を除く）、かつ兵庫県に在住、在勤、在学 |
| 奈良県     | 奈良県美術展覧会                 | 奈良県美術展覧会実行委員会/奈良県・ 奈良県教育委員会・奈良県美術人協会 | 奈良県文化会館                                                          | -      | 制限なし、どなたでも |
| 和歌山県   | 和歌山県美術展覧会（県展）       | 和歌山県 | 和歌山県立近代美術館                                                    | -      | 県内に在住、在勤、在学（各種教室等も含む）している方、 又はしていた方。ただし、中学生以下を除く |
| 鳥取県     | 鳥取県美術展覧会                 | 鳥取県、 鳥取県教育委員会、新日本海新聞 | 鳥取県立博物館 米子市美術館 日南町美術館 倉吉博物館・倉吉歴史民俗資料館 | -      | 県内の事業所、学校等に通勤若しくは通学する者 及び主たる生活の本拠地が県内にある者、 又は県内の美術団体に所属する者 |
| 島根県     | 島根県総合美術展（県展）         | 島根県文化団体連合会、島根県 | 島根県立美術館                                                          | 1968年 | 県内に居住または通勤、通学している方及び出身者 （中学生以下を除く） |
| 岡山県     | 岡山県美術展覧会                 | 岡山県、山陽新聞社、おかやま県民文化祭実行委員会 | 岡山県立美術館                                                          | -      | 県内から公募 |
| 広島県     | 新県美展（広島県美術展）         | 広島県 | 広島県立美術館                                                          | -      | 広島県在住者/県内の職場，学校に通勤・通学している方、 一時的に広島県を離れている方 |
| 山口県     | 山口県美術展覧会                 | 山口県 | 山口県立美術館                                                          | -      | 山口県在住の作家を中心に公募 |
| 徳島県     | 徳島県美術展（県展）             | 徳島県民文化祭開催委員会、徳島県美術家協会、徳島新聞社 | あわぎんホール                                                          | 1946年 | 県在住者、在勤者、出身者で高校生以上 |
| 香川県     | 香川県美術展覧会（県展）         | 香川県立ミュージアム、香川県教育委員会、高松市教育委員会、 丸亀市教育委員会、坂出市教育委員会、善通寺市教育委員会、 観音寺市教育委員会、さぬき市教育委員会、 東かがわ市教育委員会、三豊市教育委員会 | 香川県立ミュージアム                                                    | -      | 中学生以下は応募できない |
| 愛媛県     | 県展                             | 愛媛県・愛媛県教育委員会・県内市町・県内市町教育委員会 （公財）愛媛県文化振興財団愛媛県美術会・愛媛新聞社・ 愛媛県文化協会・愛媛県県民総合文化祭実行委員会                                          | 愛媛県美術館                                                            | -      | 本県在住（過去に在住も可）中学生以上。 |
| 高知県     | 高知県美術展覧会（県展）         | 高知新聞社、RKC高知放送 | 高知県立美術館 高知市文化プラザかるぽーと                               | -      | 県在住または出身者（県内の学校に在籍していた者も含む) ただし中学生以下は除く |
| 福岡県     | 福岡県美術展覧会（県展）         | 福岡県美術展覧会実行委員会 | 福岡県立美術館                                                          | -      | 県内居住者または県内への通勤・通学者等。 ただし中学生以下は除く |
| 佐賀県     | 佐賀県美術展覧会                 | 佐賀県美術展覧会実行委員会 | 佐賀県立博物館 佐賀県立美術館                                           | -      | 中学生以上で、下記のいずれかに該当する者 （１）県内に在住する者 （２）県内に在学する生徒・学生又は県内に勤務している者 （証明できるものが必要） （３）本県出身者で、学生・単身赴任などにより、一時的に県内を離れている者 （出身者というだけでは不可） |
| 長崎県     | 長崎県美術展覧会－県展－         | 長崎県、長崎県教育委員会、長崎県美術協会、 長崎県文化団体協議会 | 長崎県美術館                                                            | -      | 年度初めに15歳になる者で、次のア～ウのいずれかに該当するもの。 ア 県内に居住するもの。 イ 本県居住者を保護者とする県外大学・専門学校等に在学しているもの。 ※該当する者は、出品申込書の住所を県内自宅とする。 ウ 県外居住者で、県内の事業所または大学・高校等に通勤・通学しているもの。 ※該当する者は、事業所または大学・高校等の証明を添付する。 エ 県展の審査員経験者は当該部門には出品できない。 |
| 熊本県     | －                               | － | －                                                                      | －     | － |
| 大分県     | 大分県美術展                     | 大分県美術協会、大分県民芸術文化祭実行委員会、大分県、 大分県教育委員会、（公財）大分県芸術文化スポーツ振興財団、 大分県立美術館、大分県芸術文化振興会議、大分合同新聞                              | 大分県立美術館                                                          | -      | 高校生以上 |
| 宮崎県     | 宮崎県美術展                     | 宮崎県教育委員会、宮崎県立美術館 | 宮崎県立美術館                                                          | -      | 県在住者及び出身者 |
| 鹿児島県   | 県美展                           | 鹿児島県美術協会 鹿児島県 鹿児島市教育委員会 | 鹿児島県歴史資料センター黎明館 鹿児島市立美術館                         | -      | 県内在住者または出身者 （高校生以上） |
| 沖縄県     | 沖縄県芸術文化祭公募展           | 沖縄県、（公財）沖縄県文化振興会 | 沖縄県立博物館・美術館                                                  | -      | 沖縄県内在住者 |